# Итальянская ликторская молодёжь
Итальянская ликторская молодёжь (итал. Gioventù Italiana del Littorio, GIL) — молодёжная организация в фашистской Италии в 1937—1943 годах, преемник «Балиллы».

## История
После первых военных неудач фашистской Италии Муссолини принял решение реорганизовать работу с молодёжью всех возрастов, для чего 29 октября 1937 года была создана новая молодёжная организация Итальянская ликторская молодёжь, ставшая преемником «Балиллы». Название организации происходит от слова «ликтор» (разновидность госслужащих в Древнем Риме, исполнителей распоряжений магистратов) и символизировало предназначение итальянской молодёжи как исполнителей воли фашистского режима. GIL включила в себя все детские и юношеские организации Италии, в которых состояли мальчики и девочки в возрасте от 6 лет до 21 года. Дисциплина в GIL была ужесточена (по образцу молодёжных организаций нацистской Германии), а вступление в GIL стало практически обязательным для всех детей с 6 лет. В деятельности GIL основной упор делался на идеологическую, спортивную и военную подготовку, с 11 лет детей учили обращаться с винтовками, а с 16 — стрелять из пулемётов и водить танки.
GIL была де-факто распущена 25 июля 1943 года после отстранения Муссолини от власти, но юридически была ликвидирована лишь в феврале 1996 года постановлением парламента Италии .

## ЗадачиGIL
Основные задачи Итальянской ликторской молодёжи заключались в следующем:
- духовная, спортивная и начальная военная подготовка;
- физическое воспитание в начальной и средней школе в соответствии с планами, составленными министром национального образования;
- создание и функционирование курсов, школ, колледжей, академий в интересах Итальянской ликторской молодёжи;
- содействие в проведении мероприятий, осуществляемых Национальной фашистской партией;
- организация экскурсий и круизов;
- надзор и контроль за всеми аффилированными организациями.

## Присяга
Текст присяги, которую приносили все, вступающие в ряды Итальянской ликторской молодёжи:

Во имя Бога и Италии клянусь выполнять приказы дуче и отдавать все силы, и, если понадобится, кровь во имя фашистской революции.
Оригинальный текст (итал.)Nel nome di Dio e dell'Italia giuro di eseguire gli ordini del Duce e di servire con tutte le mie forze e se è necessario col mio sangue la causa della Rivoluzione Fascista.

## Организационная структура
В структуру Итальянской ликторской молодёжи входили:
- Молодые фашисты
- Молодёжный фашистский авангард
- Opera Nazionale Balilla
- Маленькие итальянки[итал.]
- Волчата (мальчики и девочки)

## Военная подготовка
Ежегодно организации Итальянской ликторской молодёжи под руководством первичных организаций Национальной фашистской партии проводили по всей Италии сборы для молодых людей в возрасте 18 лет с целью лучшей подготовки их к будущей военной службе.